# تكامل نموذج نضوج المقدرة

خصائص مستويات النضج

تكامل نموذج نضوج المقدرة (بالإنجليزية: Capability Maturity Model Integration)‏ وتعرف اختصاراً ب CMMI هو مجموعة من الفعاليات التي تستخدم لتحسين الإجراءات وذلك من خلال النماذج المستخدمة وطرق التقييم والدورات التدريبية. وهو إطار عمل يقوم بتوصيف العناصر الأساسية للإجراءات الفعّالة في عملية تطوير البرمجيات من أجل المساعدة في تحقيق أهداف العمل المرتبطة بعناصر أساسية أهمها: الكلفة، وتنظيم الوقت، وتوصيف الوظائف، وتحسين جودة المنتجات أو الخدمات.
طور معهد هندسة البرمجيات التابع لجامعة كارنيغي ميلون وذلك بدعم من وزارة الدفاع الأمريكية. الهدف الرئيس من هذا الأنموذج هو تحديد نضج الشركات العاملة في تطوير البرمجيات وتقسيمها إلى عدة مستويات وفقاً لقدرات وإمكانات كل شركة، وذلك وفقاً لمجموعة من المعايير والإجراءات التي تمّ توصيفها نتيجة الخبرات المكتسبة والتي وضعها الباحثون في مجال تطوير صناعة البرمجيات.

## المستويات
يتكوّن أنموذج CMMI من خمسة مستويات وهي:
- المستوى الابتدائي initial يقوم على أساس أن الشركة المستفيدة لا تعتمد إجراءات مقيسة في أعمالها.
- المستوى الثاني Managed هو يرتكز على أساسيات إدارة المشاريع Basic Project Management ويقوم بالاعتماد على سبعة أنماط من الإجراءات المرتبطة
- المستوى الثالث Defined من مستويات CMMI يرتكز على معيرة الإجراءات Process Standardization ويعتمد على أحد عشر نمطاً من أنماط الإجراءات، وذلك على مستوى المؤسسة (الشركة).
- المستوى الرابع Quantitatively Managed يرتكز على الإدارة الكميّة Quantitative Management ويعتمد إجراءين أساسيين من الإجراءات التي تستخدم الطرق الكميّة والإحصائية في الإدارة.
- المستوى الخامس ويدعى بالمستوى الأمثلي Optimizing ويرتكز على التحسين المستمر للإجراءات ويعتمد على إجراءين أساسيين من إجراءات التطوير والتحليل.

## تطبيقات عالمية
ولعلّ نتائج الحالات العملية لتطبيق أنموذج CMMI في الكثير من الشركات العالمية تدلّ على الفوائد الحقيقية المترتبة فمثلاً كان تأثير تطبيق هذا الأنموذج على شركة بوينغ هو تخفيض متوسط كلفة حلّ المشكلات البرمجية بنسبة 33%، وزيادة نسبة النجاح في تنفيذ مشروعات شركة جنرال موتورز من 50% إلى أكثر من 95%، وتوفير أكثر من مليوني دولار نتيجة الكشف المبكّر عن الأخطاء والثغرات البرمجية في شركة سانشيز للحواسيب، وكذلك حصول شركة نورثروب غرومان على تقدير استثنائي في العقود كلها التي أجرتها مع زبائنها.